# Cúpula
|  | Per a altres significats, vegeu «Cúpula (desambiguació)». |

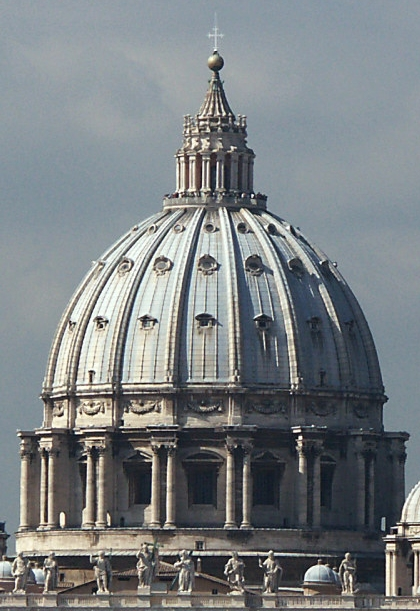
Cúpula central de la basílica de Sant Pere del Vaticà, dissenyada per Miquel Àngel. Té 42,5 metres de diàmetre i 132 metres d'alçària

Una cúpula és un element estructural de l'arquitectura que s'assembla a la meitat del buit d'una esfera; és una volta la geometria de la qual és una semiesfera per l'interior. Aquest element es troba en el Panteó de Roma, construït en l'antiguitat i també en Santa Sofia d'Istanbul. De la primera, Brunelleschi va imitar-ne l'esfera i va construir la cúpula de Santa Maria del Fiore, la catedral de Florència. Aquestes influències de Roma i Florència han perdurat en el Renaixement (Sant Pere del Vaticà), el barroc i el neoclassicisme europeu i nord-americà.
Les solucions adaptades a les cobertes, al llarg dels segles, des d'un punt de vista tècnic, van ser la volta de canó, la d'aresta i la cúpula esfèrica. La primera solució va ser la utilitzada en plantes longitudinals i la d'aresta i la cúpula esfèrica en plantes quadrangulars, en general limitades per arcs, i que aconsegueix el pas a la planta circular o en alguns casos octogonal mitjançant petxines.
Estructures amb forma de cúpula fetes amb diversos materials tenen un llarga trajectòria dins l'àmbit arquitectònic en una tradició que s'estén fins a la prehistòria. S'han trobat diferents tipus d'arcs, tipus de construccions que precediren les veritables cúpules, en edificis de l'antic Orient Pròxim i en tombes modestes. Es van construir cúpules domèstiques després del gran incendi de Roma de l'any 64, a la Domus Aurea de Neró, als vessants del mont Palatí. D'altra banda, la cúpula es va convertir en una característica de l'arquitectura musulmana a partir ja del segle vii.
Actualment, les cúpules es consideren una característica comuna de l'arquitectura eclesiàstica de molts credos diferents. Les cúpules es va popularitzar primer a Europa i l'Orient Mitjà a conseqüència del seu ús freqüent en l'arquitectura religiosa i secular romana i, en especial, romana d'Orient, l'Imperi Romà d'Orient. Les cúpules es van fer populars en l'arquitectura renaixentista del segle xv en endavant, assolint un zenit de popularitat durant el segle xviii, en ple barroc. Durant el segle xix, reminiscències de l'antic senat romà es van convertir en una característica de la gran arquitectura cívica. Durant el període barroc tendeix a formar part com un element arquitectònic de les grans cases i palaus i menys comuna a les construccions domèstiques.
Moltes cúpules, en particular les de l'arquitectura del Renaixement i del barroc, estan coronades per una cúpula o llanterna, un tipus d'innovació de l'art romà d'Orient que no sols serveix per a potenciar la lluminositat de l'espai i la ventilació del lloc, sinó que, a més a més, dona una dimensió afegida a la decoració interior de l'estructura.

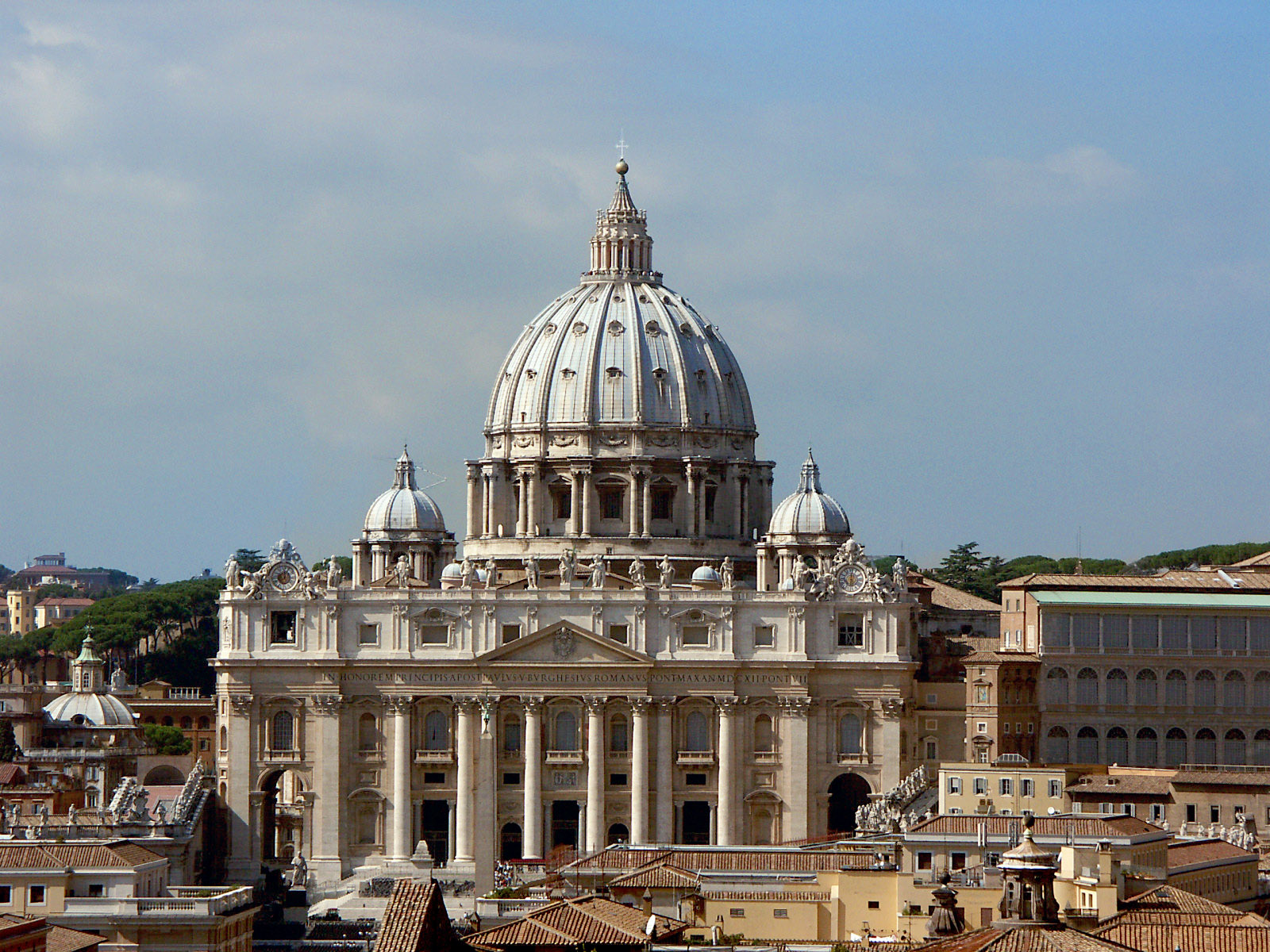
Cúpula de la basílica de Sant Pere a Roma

## Etimologia
El mot cúpula prové de l'italià cupola, manlleu del llatí cupula, diminutiu de cupa que significa bota. La paraula es relaciona amb la forma característica d'una cupa inversa.
Es pot observar que en altres idiomes, com l'italià, anglès o francès, el terme equivalent és duomo o dome, derivat així mateix del llatí domus, que significa ‘casa’ o ‘habitació’. La paraula domo també està recollida en el Diccionari de la Reial Acadèmia Espanyola com un sinònim de cúpula. En català, no existeix aquesta denominació en relació amb cúpula.

## Característiques constructives

### Forma geomètrica

Esquema d'una cúpula

Esquema d'una cúpula sobre petxines

Esquema d'una cúpula amb tambor

Construcció d'un iglú

La superfície d'una cúpula pot adoptar diferents formes segons el mètode constructiu i les tradicions formals, variant en funció de la forma de planta i el perfil d'acord amb la cònica utilitzada:
- Semiesfèrica, que és la manera més senzilla des del punt de vista constructiu, tenint en compte el replanteig.
- Semiel·lipsoide de planta circular, utilitzada en cúpules rebaixades.
- Semiel·lipsoide de planta el·líptica, adequada a espais rectangulars.
- Semiparaboloide de planta circular, permet cúpules més estilitzades, "alleujant" la percepció formal de l'edifici.
- Semiparaboloide de planta el·líptica.
- Semihiperboloide de planta circular, també més esvelta, millora el comportament estructural en reduir les empentes horitzontals.
- Semihiperboloide de planta el·líptica.

### Elements d'una cúpula
La base sobre la qual recolza la cúpula pot consistir en murs continus o en arcs sobre pilastres. Quan la base és cilíndrica, la cobertura de l'espai resultant es pot construir mitjançant una cúpula simple; en altre cas, la coberta es converteix en una cúpula de gallons (gal·lonada). Per resoldre la transició entre la base circular o el·líptica de la cúpula i la forma quadrada o poligonal del basament, es van utilitzar freqüentment elements de transició com trompes o petxines.
Entre la cúpula pròpiament dita i els elements de transició, se sol interposar un tambor cilíndric o cimbori, que generalment queda perforat per finestres que fan possible la il·luminació de l'espai interior. La il·luminació també es pot complementar mitjançant una llanternó superior, visible des de l'exterior com a element formal de coronament del conjunt.

### Sistemes constructius
Un dels mètodes constructius més simples i antics consisteix a aixecar filades successives de pedra i morter, progressivament desplomat cap al centre. Aquest sistema és antiquíssim, i permet cobrir diàmetres relativament petits. La col·locació dels paredats de pedra i morter segueix un patró en espiral, tal com ho han aplicat tradicionalment els esquimals quan aixequen els iglús. La construcció resultant sol denominar-se una falsa cúpula. En aquest sistema, cada cèrcol o tornada de paredats aconsegueix, en "tancar", l'estabilitat necessària, i el comportament estàtic és el d'una estructura adovellada, sense cap esforç horitzontal d'importància.
Les cúpules veritables estan formades per peces anomenades dovelles, amb una clau de volta inicial que equilibra els esforços en forma similar al que cal en un arc o una volta, només que en tres dimensions. Per permetre un òcul zenital que doni pas a la llum exterior o, més tardanament, una llanterna amb el mateix objectiu, la clau de volta pot ser reemplaçada per un anell superior de peces que resisteixin en el seu conjunt els esforços de compressió. Aquest cèrcol inicial es va construir freqüentment en aliatges com el bronze, per assegurar-ne l'estabilitat i la durabilitat.
El problema més important dels constructors de cúpules abans de la Revolució industrial va ser trobar materials amb la suficient resistència a la tracció com per contrarestar els esforços horitzontals a la base de la cúpula que, per la seva forma, tendeix d'una altra manera a "obrir-se". La solució clàssica consistia fonamentalment a compensar aquests esforços mitjançant uns contraforts massius, reemplaçats progressivament per arcbotants. Resulta interessant tenir en compte que en diverses èpoques es va assajar la construcció d'un cèrcol de tracció en la base, com per exemple a la catedral de Puebla (Mèxic), on es va utilitzar un material tan impensable com budell de cavall.

### Càlcul resistent
Des del punt de vista estructural, una cúpula prima pot considerar-se un element bidimensional de doble curvatura amb simetria radial —respecte al centre de l'esfera inscrita. Els esforços predominants són de tracció en el sentit dels paral·lels i d'esforç de compressió en el sentit dels meridians. Estructuralment, les seves equacions d'equilibri corresponen a una làmina de revolució.
A les cúpules de secció circular i de paret prima, es produeixen esforços de flexió perquè la circumferència s'allunya de la forma òptima de catenària, caient la resultant fora del terç mitjà de la secció, però aquest allunyament està, en general, per damunt de la catenària, i això permet anul·lar aquesta flexió amb anells d'acer horitzontals en forma de paral·lels treballant en la tracció i permetent així ajustar el polígon funicular de forces a la forma circular requerida.
En cúpules de gran diàmetre, existeixen problemes seriosos de càrregues eventuals que poden arribar a ser molt importants i obliguen a un estudi profund dels esforços de flexió o bombament que poden produir-se. Exemples d'aquestes càrregues eventuals poden ser pressió diferent per grans vents, dilatacions diferencials per temperatura diferent —costat il·luminat pel sol i costat d'ombra—, acumulacions diferents de neu o gel, assentaments diferencials de cimentacions, etc.

## Història
Des dels inicis de la civilització es van construir cúpules falses amb materials variats, incloent-hi les cobertes tradicionals, encara en ús, dels jurtes de l'Àsia central, dels iglús esquimals, els trulli del sud d'Itàlia i els nurags o de nuraghes de Sardenya. Amb l'increment de l'ús d'habitacions de forma rectangular, aquest tipus de cobertes va quedar circumscrit a l'arquitectura funerària, com per exemple, en els tolos.
Un dels tolos més rellevants és el tresor d'Atreu a Micenes, el pare d'Agamèmnon. És una construcció de pedra adovellada que constitueix, per tant, una falsa cúpula, amb un diàmetre de 14,5 metres. Es creu que la construcció es remunta a l'any 1250 aC.
L'ús de la cúpula va ser poc comú en l'antiga Grècia, i fins a l'Imperi Romà no es comencen a aixecar les primeres cúpules vertaderes. Els complexos termals més grans i els grans palaus romans van incloure cúpules en el seu interior.

### Imperi romà

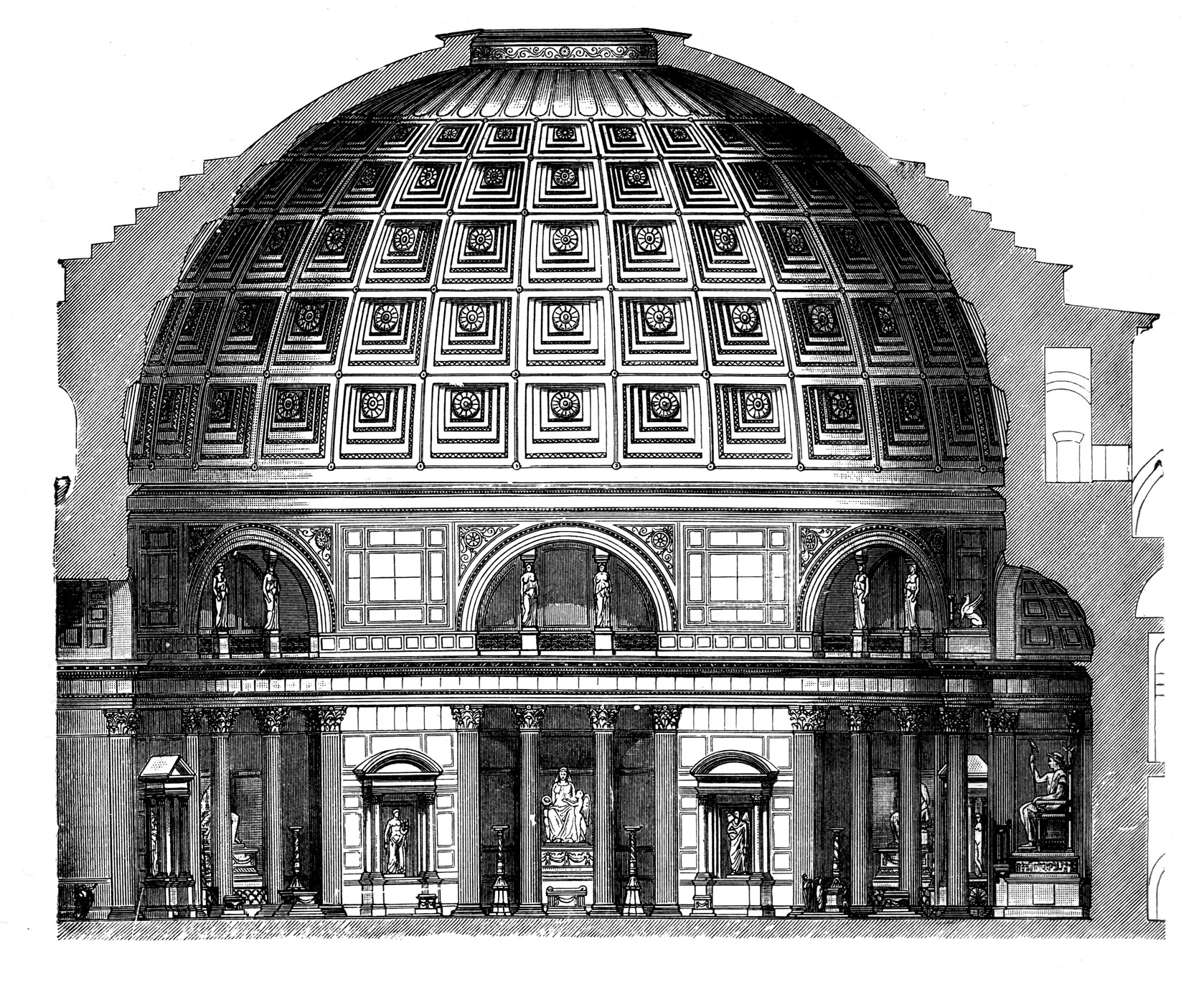
Secció del panteó d'Agripa a Roma

Un dels arquetips d'aquesta època és el panteó d'Agripa, tot i que és una falsa cúpula, aixecada completament mitjançant successives filades de paredat amb pedra i morter. És, possiblement, la cúpula més gran d'aquest tipus construïda en tota la història, amb els seus 43,44 metres de diàmetre coronats per un ampli òcul de 8,90 metres, que omple de llum l'espai interior. L'estabilitat estructural es va aconseguir mitjançant l'ús de formigó amb la tècnica d'opera latericia, característica de l'arquitectura romana, i diverses tècniques d'alleugeriment del pes propi, sigui mitjançant reducció progressiva del gruix de la cúpula, o el reemplaçament del travertí per pedra tosca en les superfícies superiors.
Dins l'edifici es pot inscriure una esfera perfecta, representant el cel, juntament amb tota una sèrie de relacions simbòliques des dels punts de vista geomètric i mecànic, que han servit de model a les successives generacions d'arquitectes.
La cúpula romana, i la seva derivada paleocristiana es van construir gairebé sempre sobre un cimbori, en molts casos amb forma de prisma octogonal o decagonal.

### Imperi Romà d'Orient

Cúpula de Santa Sofia a Istanbul construïda entre el 532 i el 537

Amb l'Imperi Romà d'Orient, hereu de la capacitat tecnològica romana, la tècnica constructiva de cúpules va evolucionar fins a aconseguir imposar l'estructura sobre un cub, mitjançant l'ús d'elements arquitectònics de transició com la petxina, que derivaria en la trompa, una volta cònica usual en l'arquitectura romànica.
El principal exemple del període n'és Hagia Sophia, l'església de Santa Sofia a Constantinoble, l'actual Istanbul; va ser construïda al segle vi sota el regnat de l'emperador Justinià I. Cobreix un espai rectangular de 77 per 71 metres, i té un diàmetre de 31,87 metres, amb una alçada de 56,60 metres. No té cimbori, i el seu suport s'aconsegueix mitjançant quatre petxines i quaranta contraforts perimetrals que estan separats per finestres. Aquesta estructura, més la combinació interior del joc de llums amb els mosaics típics de l'art romà d'Orient, donen una sensació d'ingravidesa i immaterialitat que, per diversos camins, constituiria un tema d'interès en la recerca constant de l'arquitectura sacra dels segles següents.
Un altre edifici notable del període és l'església de Sant Vital de Ravenna, consagrada l'any 547. Aquesta construcció presenta una planta central amb una cúpula de 16 metres de diàmetre recolzada sobre pilastres que formen una base octogonal. Juntament amb Sant Apol·linar a classe i Sant Apol·linar nou constitueixen el grup de monuments més important de l'antiguitat tardana a Itàlia, construïts tots l'any 402, després que l'emperador Flavi Honori designés Ravenna com la nova capital de l'Imperi Romà d'Occident.
Paral·lelament, l'any 1453, amb la conquesta de Constantinoble per part dels otomans, Santa Sofia va passar a ser també un edifici modèlic, un referent per a les mesquites del món islàmic.

### La cúpula a l'islam

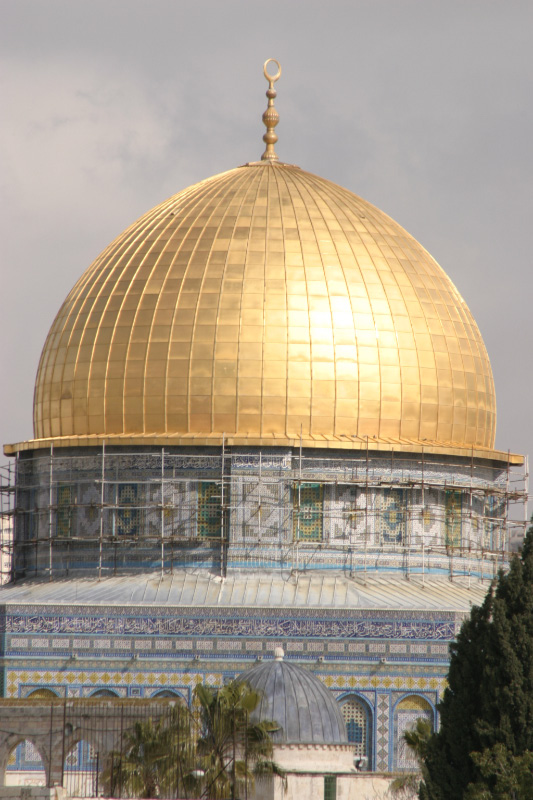
La cúpula de la Roca, a Jerusalem, construïda entre el 687 i el 691

La cúpula, al costat de la columna i l'arc, va constituir l'element arquitectònic principal de l'art islàmic, element que heretà de l'antiga Roma, per l'evolució paleocristiana i romana d'Orient. El que sembla interessar a la cultura islàmica és el significat cosmològic de la volta celestial, completada generalment amb el motiu decoratiu interior de l'arbre de la vida, el qual és representat de forma invertida, per seguir millor la creença islàmica d'una simetria perfecta entre la Terra i el paradís.
Un dels exemples més rellevants i primerencs d'aquest tipus de construcció és la cúpula de la Roca, construïda a Jerusalem pel novè califa Abd-al-Màlik ibn Marwan entre 687 i 691, cobrint la roca des d'on es creu que Mahoma va ascendir cap al paradís. La cúpula, amb un diàmetre de 21,37 metres, descansa sobre un cimbori o tambor cilíndric que serveix de transició a la base octogonal. Cada un dels vèrtexs de l'octògon està orientat segons els punts cardinals, i l'extradós està cobert per làmines de coure polit i daurat que, en reflectir els raigs solars, converteix aquest edifici en un dels més bonics de Jerusalem.
Des del punt de vista constructiu, la cúpula es caracteritza per haver estat realitzada en fusta en lloc de pedra, constituint un dels pocs exemples que es conserven de la tradició fustera de Síria. Una altra circumstància a destacar és que va ser un dels primers exemples de cúpula de doble capa, sistema que reprendria Brunelleschi a Santa Maria del Fiore, si bé ho va fer mitjançant dovelles de maó.
Mentre que la cúpula exterior té un perfil d'arc realçat, l'intradós, profusament decorat amb motius de l'arbre de la vida, és perfectament hemisfèric. El temple de la Roca porta el pelegrí a la circumval·lació de la cúpula per un recorregut octogonal, simbolitzant la quadratura del cercle, la unió de cos i de l'ànima.

### Cúpules ortodoxes

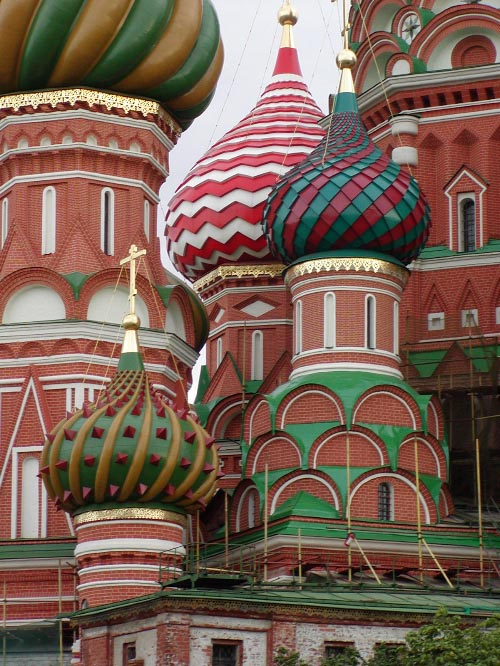
Cúpules bulboses -en forma de ceba- a la catedral de Sant Basili a Moscou, edificada entre 1555 i 1561

Segons l'historiador rus Boris Rybakov, la típica cúpula amb forma de ceba de les esglésies ortodoxes russes té un origen natiu a partir d'influències premongols, amb exemples constructius a partir del segle xii, en tant l'arquitectura mongol i l'estil difós a Àsia per l'islam presenta els seus primers exemples ja a finals del segle xv.
Mentre que en les esglésies russes primitives, especialment a la primera capital, Kíev, les cúpules seguien el model esfèric de l'estil romà d'Orient, els edificis posteriors van començar a utilitzar les cúpules amb forma de ceba, una forma especialment útil per a evitar l'acumulació de neu habitual en el climes continentals i en latituds més septentrionals.
Aquest tipus d'arquitectura ortodoxa va influir i es va transmetre a l'arquitectura persa i també a regions més orientals, com ho demostren les cúpules icòniques del Taj Mahal, edifici construït el 1630.
L'exemple més conegut el constitueix la catedral de Sant Basili de Moscou, construïda entre 1555 i 1561 per ordre d'Ivan el Terrible en commemoració de la conquesta del kanat de Kazan. Coronada amb un total de deu torres amb cúpules amb forma de ceba, la catedral ha estat des de la seva creació un símbol de Moscou; representa un edifici on conflueixen i es realitza una síntesi de l'arquitectura oriental i occidental.

### Edat mitjana i renaixement a Europa occidental
Durant l'edat mitjana, a Europa occidental es perd gradualment la capacitat de construir grans cúpules, fonamentalment per les dificultats tècniques que suposava edificar uns bastiments cada vegada més alts i resistents, que era la forma de donar suport a la cúpula en construcció fins al seu "tancament" estàtic mitjançant la col·locació de la clau de volta.

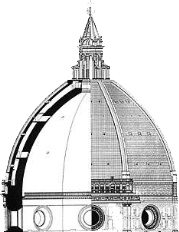
Plànol de la cúpula de Santa Maria del Fiore a Florència, mostrant la doble membrana dissenyada per Brunelleschi el 1420

No obstant això, es van continuar construint cúpules de petites i mitjanes dimensions, especialment en els edificis més prestigiosos, com eren les capelles palatines i les catedrals. Durant l'època de les croades, es va reconstruir la basílica del Sant Sepulcre a Jerusalem, destruïda durant la guerra amb els musulmans, mitjançant una cúpula adovellada. La influència d'aquest gran centre de la cristiandat va comportar que es produïssin diverses imitacions en diverses ciutats d'Europa. Una de les més antigues es conserva al baptisteri de Pisa, que data del segle xi.
L'important desenvolupament urbà esdevingut posteriorment va permetre la ràpida difusió d'aquesta tècnica, i en conseqüència es van tornar a construir edificis amb forma de volta i amb cúpula. A partir d'aquest moment, les principals construccions dotades de cúpula es construeixen sobre naus basilicals, anomenades domo. Espontàniament el terme domo passa a convertir-se en sinònim de cúpula, i el significat s'incorpora en el vocabulari de francesos i anglesos.

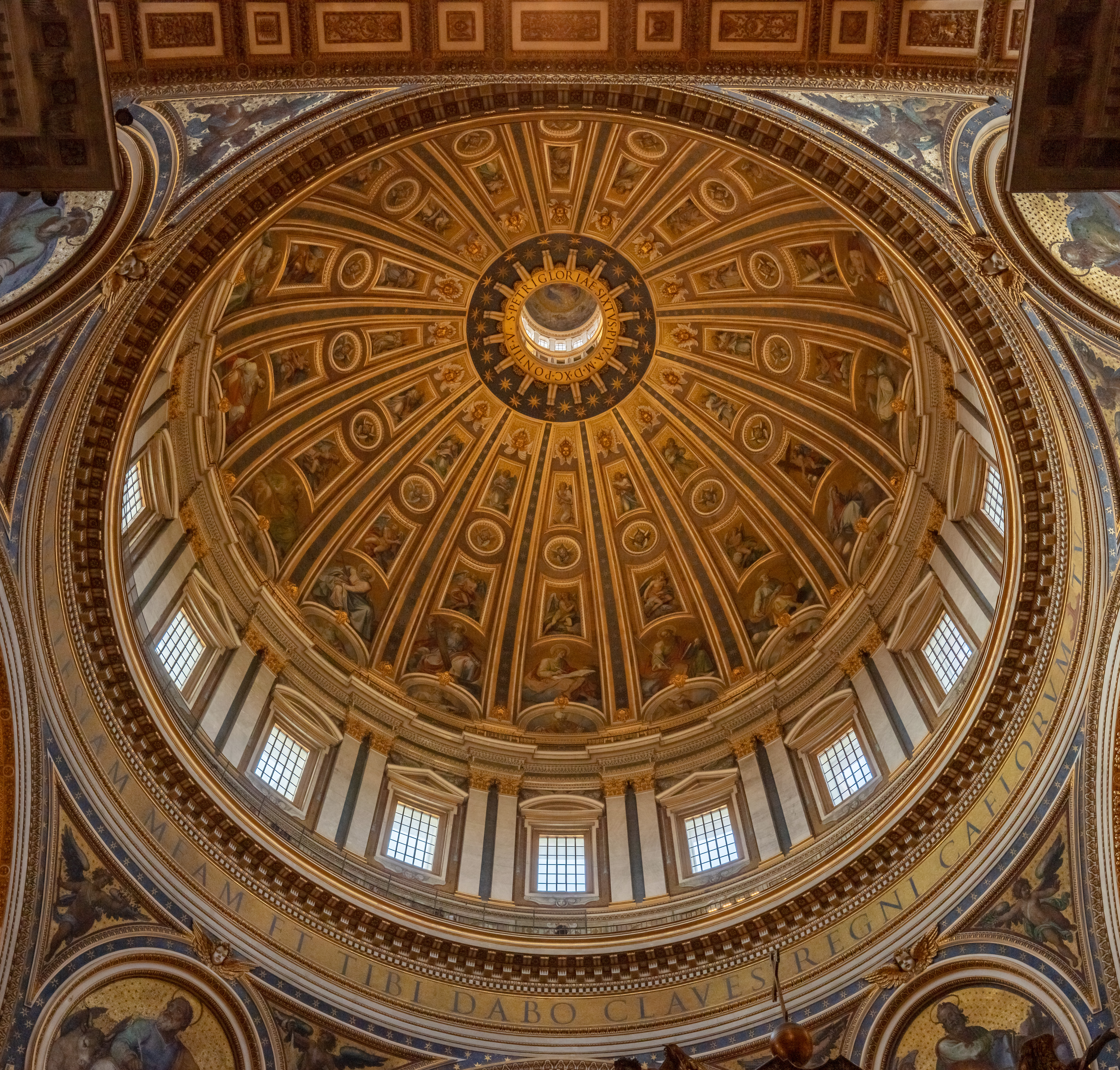
Interior de la cúpula de sant Pere al Vaticà, dissenyada per Miquel Àngel el 1547

En una competència entre els centres de poder per a crear edificis cada vegada més grans, alts i majestuosos, s'inicia la construcció a Florència de la catedral de Santa Maria del Fiore, i es preveu des de l'inici el coronament dels absis mitjançant una gran cúpula. Quan, al segle xiv, l'arquitecte Francesco Talenti va ampliar la planta de la catedral, ningú sabia com construir la que, damunt d'un projecte, havia de representar la cúpula més gran construïda fins aleshores. Va ser Filippo Brunelleschi qui durant la primera meitat del segle xv va dissenyar una solució que evitava l'ús de bastides internes, i ho va aconseguir després d'estudiar l'arquitectura romana. La solució va consistir a construir dues cúpules, l'una dins de l'altra, que se sostenien agermanadament per d'una estructura de reforços a la vista.
La tècnica de Brunelleschi va servir d'inspiració directa a Miquel Àngel quan va haver de dissenyar una cúpula per al projecte més important del Renaixement tardà: la basílica de Sant Pere al Vaticà. L'artista va crear una majestuosa cúpula circular que hauria de dominar la ciutat de Roma i, de manera simbòlica, tota el món cristià. Les robustes costelles que formen part de l'estructura descarreguen el pes de l'obra i d'aquesta manera s'aconsegueix un millor control de la forma i el volum, tant de la closca externa com a l'intradós. L'extradós està lleugerament realçat, amb els arriostraments vagament hiperbòlics que evidencien les línies ascendents de l'edifici.
Una cúpula curiosa del segle xvi és la cúpula plana que serveix de pis al cor de l'església del monestir de l'Escorial. La construcció és igual que la d'una cúpula, amb dovelles, però presenten una secció transversal plana, una ostentació tècnica projectada per Juan de Herrera.

### Barroc i neoclassicisme

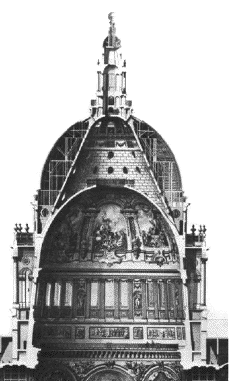
La cúpula de la catedral de Sant Pau a Londres dissenyada per sir Christopher Wren el 1676

Les cúpules barroques més notables al nord d'Europa van ser construïdes a París i Londres. Jules Hardouin-Mansart va dissenyar el 1670 l'església de Sant Lluís dels invàlids a París, per encàrrec de Lluís XIV. La cúpula, de 28 metres de diàmetre, s'eleva sobre dos cimboris sorprenentment alts, perforats per grans finestres que permeten un interior que resplendeix de llum.
La cúpula de sir Christopher Wren de la catedral de Sant Pau a Londres (1676) incorpora una cúpula hemisfèrica interior, una estructura cònica de maçoneria que serveix de sosteniment de l'elevada llanterna, i una cúpula exterior prima sobre l'estructura de fusta.
Als Estats Units, les grans cúpules abandonen els edificis religiosos i serveixen per a coronar els símbols institucionals de la democràcia, a partir del disseny realitzat per William Thornton per al Capitoli a Washington (1792). La cúpula reforçada amb acer fou completada l'any 1863; té un diàmetre de 27,40 metres i ha servit d'inspiració per a nombrosos edificis estatals per tot el territori nord-americà.

### Segle XX

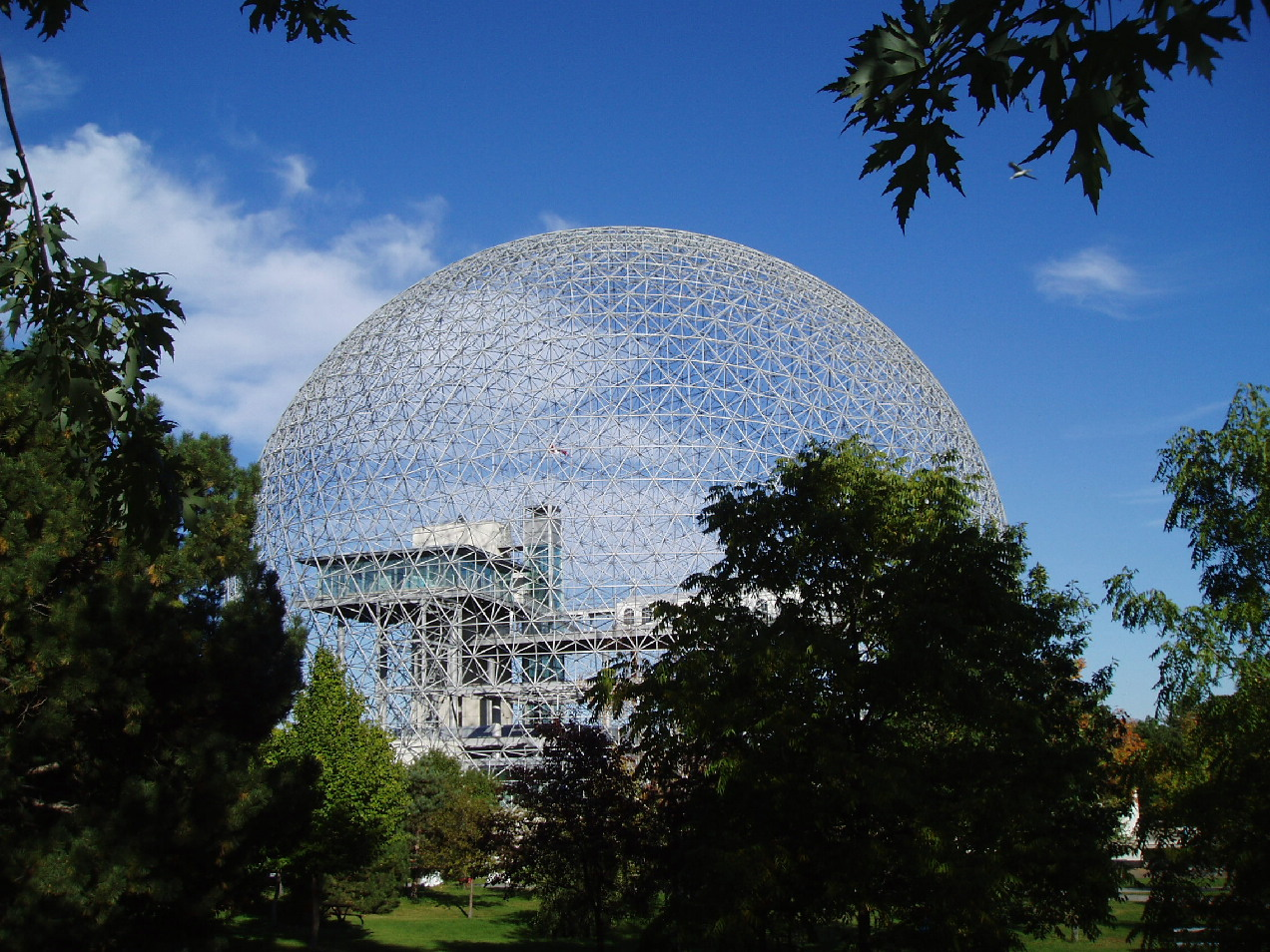
La Biosphère de Montreal, és un museu en el qual se situa l'estructura de la cúpula geodèsica de l'antic pavelló nord-americà per a l'exposició de Montreal de 1967, dissenyada per Buckminster Fuller

El desenvolupament tecnològic del segle xx va modificar en forma radical el criteri constructiu de les cúpules. Adolf Hitler va dissenyar, juntament amb el seu arquitecte personal Albert Speer, tota una ciutat, Welthauptstadt Germania, i la màxima representació estaria en el Große Halle (gran hall), una colossal estructura que tindria la cúpula més gran del món (Volkshalle), amb 290 metres d'alçada, tan gran que s'havia dit que tindria els seus propis núvols i pluja. Aquest projecte mai es va construir a conseqüència de l'arribada de la guerra.
La cúpula geodèsica patentada el 1947 per l'arquitecte i inventor nord-americà Richard Buckminster Fuller consisteix en la juxtaposició de mòduls lleugers tridimensionals que generen estructures molt estables. La generació topològica de les cúpules geodèsiques es basa en el teorema de políedres d'Euler. Les innovacions en el disseny de cúpules de formigó armat introduïdes per l'arquitecte italià Pier Luigi Nervi a partir de la dècada del 1960 van permetre la cobertura de grans llums mitjançant determinats tipus de lloses i encofrats.
Els avenços espectaculars en la tecnologia de l'acer des de finals del segle xix han permès també la cobertura de grans espais sense suports intermedis, fins i tot en estadis esportius. S'utilitzen sistemes de cables tensors, estructures reticulades tridimensionals, i disposicions estructurals basades en catenàries.

## Cúpules de major diàmetre
El següent és un resum dels majors diàmetres coberts per cúpules al llarg de la història de l'arquitectura:
| Període              | Diàmetre | Nom                              | Ubicació                          | Constructor                             | Finalitzada el | Observacions |
| 1250 aC – segle i aC | 14,5 m   | Tresor d'Atreo                   | Micenes, Grècia                   | Ciutat estat de Micenes                 | 1300-1250 aC   | Falsa cúpula de mènsula |
| segle i aC - 128     | 21,5 m   | Temple de Mercuri                | Baiae, Itàlia                     | Imperi Romà                             | Segle I aC     | Falsa cúpula de formigó |
| 128 – 1781           | 43,4 m   | Panteó d'Agripa                  | Roma, Itàlia                      | Imperi Romà                             | 128            | Falsa cúpula de formigó no armat, la més gran que s'ha construït                                                                               |
| 1781 – 1902          | 46 m     | Abadia de sant Blas              | Sant Blasien, Alemanya            | Monestir benedictí                      | 1781           | |
| 1902 – 1913          | 60 m     | Hotel West Baden Springs         | West Baden, Indiana, Estats Units | Lee Wiley Sinclair                      | 1902           | Cúpula d'acer i vidre. Arquitecte: Harrison Albright                                                                                           |
| 1913 – 1930          | 65 m     | Hala Ludowa o Hall del centenari | Breslau, Polònia                  | Imperi alemany                          | 1913           | Cúpula de formigó armat. Arquitecte: Max Berg                                                                                                  |
| 1930 – 1944          | 65,8 m   | Leipzig Market Hall              | Leipzig, Alemanya                 | Imperi alemany                          | 1930           | Cúpula de formigó armat. Arquitecte: Franz Dischinger                                                                                          |
| 1944 – 1960          | 71 m     | Sitja per a V-2 a La Coupole     | Wizernes, França                  | Tercer Reich                            | 1944           | Cúpula de formigó armat de 5 metres de gruix                                                                                                   |
| 1960 – 1965          | 100 m    | Palazzo dello Sport              | Roma, Itàlia                      | República d'Itàlia                      | 1960           | Cúpula laminar de formigó armat. Arquitecte: Pier Luigi Nervi                                                                                  |
| 1965 - 1992          | 216,4 m  | Astrodome Reliant                | Houston, Estats Units             | H. A. Lott, Inc.                        | 1965           | Primer estadi esportiu del món cobert per una cúpula                                                                                           |
| 1992 – 1999          | 256 m    | Georgia Dome                     | Atlanta, Estats Units             | Georgia World Congress Center Authority | 1992           | Cúpula amb cables de suspensió |
| 1999 – 2000          | 365 m    | Millennium Dome                  | Londres, Regne Unit               | Península de Greenwich                  | 1999           | Encara que se l'anomena cúpula, en un sentit estricte no ho seria, ja que no subjecta el seu propi pes sinó que necessita tirants com a suport |